# Ханака (река)
Ханака (тадж. Хонақоҳ) — река, правый приток Кафирнигана, протекающая по территории районов республиканского подчинения Таджикистана. Начало берёт на южных склонах Гиссарского хребта.
Средневзвешенная высота водосбора — 2290 м. Коэффициент внутригодового стока — 0,37. Месяц с наибольшим стоком — май. 24 % от годового стока приходится на период с июля по сентябрь. Тип питания — снего-ледниковое.
В годы Великой Отечественной войны под руслом Ханаки при проведении Большого Гиссарского канала в сторону реки Каратаг был построен подземный дюкер

### Комментарии
1. ↑  отношение величины стока за период июль-сентябрь к величине стока за период март-июнь